# Anarho-transumanism

Steagul anarho-tranumanist, representat de un steag diagonal albastru și negru unde albastru reprezintă simbol futurist

Anarho-transumanismul este o filozofie care sintetizează anarhismul cu transumanismul care se preocupă atât de libertatea socială, cât și de libertatea fizică. Anarho-transumaniștii pot susține diverse practici pentru a-și avansa idealurile, inclusiv hacking computer, imprimare tridimensională sau biohacking Filosofia se bazează în mare parte din anarhismul individualist al lui William Godwin, Max Stirner și Voltairine de Cleyre
Anarho-transumaniștii critică, de asemenea, formele non-anarhiste de transumanism, cum ar fi transumanismul democratic și transumanismul libertarian, ca fiind incoerente și de nesupraviețuit datorită păstrării statului. Ei văd astfel de instrumente de putere ca fiind inerent lipsite de etică și incompatibile cu accelerarea libertății sociale și materiale pentru toți indivizii.Anarho-transumanismul este în general anticapitalist, argumentând că acumularea capitalistă de bogăție ar duce la distopie în timp ce este partener cu transumanismul, susținând în schimb accesul egal la tehnologii avansate care permit libertatea morfologică și călătoriile în spațiu.